# Програмна модель переконань, бажань та намірів
Програмна модель переконань, бажань та намірів (ПБН, англ. Belief–desire–intention software model) — є моделлю програмного забезпечення, призначеною для програмування інтелектуальних агентів. Поверхово характеризується реалізацією переконань, бажань і намірів агента, але насправді використовує ці концепції для розв'язання специфічної задачі в програмуванні агента. По суті, ця модель забезпечує механізм для відокремлення діяльності з вибору плану (з бібліотеки планів або зовнішньої програми планування) від виконання поточних активних планів. Тим самим, агенти ПБН можуть збалансувати час, витрачений на обдумування планів (вибір того, що робити) і виконання цих планів (втілення). Третій вид діяльності, в першу чергу створення планів (планування), не входить до сфери застосування моделі, і залишається на розсуд системного розробника та програміста.

## Огляд
Для досягнення поділу активності агентів, у моделі ПБН застосовуються головним чином розвинені концепції Майкла Бретмена у його однойменній теорії про практичну думку людини (також відома як Переконання-Бажання-Намір або ПБН). Ця модель реалізує концепції переконання, бажання та (зокрема) наміру, у спосіб, навіяний Братменом. Для Братмена і бажання, і намір є «про-ставленнями» (психічні установки, пов'язані з дією). Він визначає зобов'язання як відмінний фактор між бажанням і наміром, зазначаючи, що воно призводить до (1) тимчасової наполегливості в планах і (2) подальших планів, які складаються на основі тих, до яких він уже зобов'язаний. Модель програмного забезпечення ПБН частково розв'язує ці проблеми. Аспекти часової стійкості, що безпосередньо посилаються на час, не досліджені. Ієрархічний характер планів легше реалізувати: план складається з кількох кроків, деякі з яких можуть викликати інші плани. Саме ієрархічне визначення планів має на увазі своєрідну тимчасову стійкість, оскільки загальний план залишається в силі, поки виконуються допоміжні плани.
Один із ключових аспектів моделі програмного забезпечення ПБН, з точки зору його актуальності у дослідженнях, полягає у наявності логічних моделей, які дозволяють аналізувати та розуміти роботу агентів ПБН. Дослідження в цій галузі призвели, наприклад, до аксіоматизації деяких реалізацій ПБН, а також до формально-логічних описів, таких як ПБНЛОД (переконання-бажання-намір логіка обчислювального дерева) (Anand Rao та Michael Georgeff, 1995). Останній поєднує багатомодальну логіку (з модальностями, що представляють переконання, бажання та наміри) з темпоральною логікою логікою обчислювального дерева. Нещодавно Майкл Вулдрідж розширив ПБНЛОД, щоб визначити LORA (логіку раціональних агентів), включивши логіку дій. В принципі, LORA дозволяє міркувати не лише про окремих агентів, але й про спілкування та іншу взаємодію в багатоагентній системі.
Модель програмного забезпечення ПБН тісно пов'язана з інтелектуальними агентами, але сама по собі не забезпечує всіх характеристик, пов'язаних із такими агентами. Наприклад, це дозволяє агентам мати приватні переконання, але не змушує їх бути приватними. Крім того, в цьому контексті нічого не говориться про комунікацію між агентами. Зрештою, модель програмного забезпечення ПБН є спробою розв'язати проблему, яка пов'язана більше з планами та плануванням (їх вибором і виконанням), ніж із програмуванням інтелектуальних агентів. Цей підхід нещодавно запропонували Стівен Умбрелло і Роман Ямпольський як засіб проєктування автономних транспортних засобів для людських цінностей.

## Агенти ПБН
ПБН-агент — це особливий тип обмеженого інтелекнуального агента, пронизаного певними «психічними установками», а саме: переконаннями, бажаннями та намірами (ПБН).

### Архітектура
Цей розділ визначає ідеалізовані архітектурні компоненти системи ПБН.
- Переконання: переконання представляють інформаційний стан агента, іншими словами його переконання щодо світу (включаючи себе та інших агентів). Переконання також можуть включати правила висновування, що дозволяє прямому виводу вести до нових переконань. Використання терміна «переконання» замість «знання» визнає, що те, у що вірить агент, не обов'язково може бути правдою (і насправді може змінитися в майбутньому).
  - Переконання: Переконання зберігаються в базі даних (іноді її називають «базою переконань» або «набором переконань»), хоча це рішення імплементації.
- Бажання: бажання представляють мотиваційний стан агента. Вони представляють цілі або ситуації, які агент «хотів би» досягти або викликати. Прикладами бажань можуть бути: «знайти найкращу ціну», «піти на вечірку» або «стати багатим».
  - Цілі: ціль — це бажання, яке агент прийняв для активного досягнення. Використання терміна «цілі» додає ще одне обмеження, згідно з яким набір активних бажань має бути послідовним. Наприклад, у людини не повинно бути одночасних цілей піти на вечірку і залишитися вдома — навіть якщо вони обидві можуть бути бажаними.
- Наміри: наміри представляють стан обговорення агента - конкретні дії, які агент обрав для виконання. Це суть бажань, які агент певною мірою підтримує. У випадку реалізованих систем це означає, що агент розпочав виконання певного плану.
  - Плани: плани — це послідовності дій (рецептів або областей знань), які агент може виконати для досягнення одного або кількох своїх намірів. Плани можуть включати інші плани: мій план покататися може включати план пошуку ключів від машини. Це свідчить про те, що в моделі Бретмена плани спочатку лише частково задумані, а деталі доповнюються у міру їхнього розвитку.
- Події: це ініціатори реактивної активності агента. Подія може оновити переконання, запустити плани або змінити цілі. Події можуть генеруватися ззовні та прийматися датчиками або інтегрованими системами. Крім того, події можуть генеруватися внутрішньо для ініціювання незалежних оновлень або планів діяльності.

ПБН також було розширено компонентом зобов'язань, що дало початок архітектурі агента BOID для включення зобов'язань, норм і зобов'язань агентів, які діють у соціальному середовищі.

### Інтерпретатор ПБН
У цьому розділі визначено ідеалізований інтерпретатор ПБН, який є основою ПСА(процедурна система аргументації) лінії систем ПБН SRI:
1. стан ініціалізації
2. повтор
  1. options: option-generator (event-queue)
  2. selected-options: deliberate(options)
  3. update-intentions(selected-options)
  4. execute()
  5. get-new-external-events()
  6. drop-unsuccessful-attitudes()
  7. drop-impossible-attitudes()
3. завершення повторення

### Обмеження та критика
Модель програмного забезпечення ПБН є одним із прикладів архітектури міркувань для одного раціонального агента та однією з проблем у ширшій багатоагентній системі. Цей розділ обмежує сферу проблем для моделі програмного забезпечення ПБН, підкреслюючи відомі обмеження архітектури.
- Навчання: агентам ПБН бракує будь-яких конкретних механізмів в архітектурі, щоб вчитися на минулій поведінці та адаптуватися до нових ситуацій.[4][5]
- Три погляди: класичні теоретики прийняття рішень і дослідження планування ставлять під сумнів необхідність мати всі три погляди, розподілений штучний інтелект[en] дослідження ставить під сумнів, чи достатньо цих трьох поглядів.[3]
- Логіка: мультимодальна логіка, яка лежить в основі ПБН (яка не має повної аксіоматизації та не є ефективно обчислюваною), мало актуальна на практиці.[3][6]
- Кілька агентів: крім явної підтримки навчання, фреймворк може бути невідповідним для поведінки навчання. Крім того, модель ПБН явно не описує механізми взаємодії з іншими агентами та інтеграцію в багатоагентну систему.[7]
- Явні цілі:  у більшості реалізацій ПБН відсутнє явне визначення цілей.[8]
- Передбачення: Архітектура не має (за задумом) будь-якого попереднього обговорення або перспективного планування. Це може бути небажаним, оскільки прийняті плани можуть використовувати обмежені ресурси, дії можуть бути необоротними, виконання завдання може тривати довше, ніж планування наперед, дії можуть мати небажані побічні ефекти, якщо вони не вдаються.[9]

## Реалізація агента ПБН

### «Чистий» ПБН
- Процедурна система аргументації[en] (ПСА)
- IRMA (не реалізовано, але може розглядатися як ПСА без повторного розгляду)
- UM-PRS[10]
- OpenPRS[11]
- Розподілена багатоагентна система міркування[en] (dMARS)
- AgentSpeak[en] — див. Джейсона нижче
- AgentSpeak(RT)[12][13]
- Agent Real-Time System (ARTS)[14] (ARTS)[15]
- JAM[16]
- Інтелектуальні агенти JACK[en]
- JADEX (проект з відкритим кодом)[17]
- JASON[18]
- GORITE[en]
- SPARK[19]
- 3APL[en]
- 2APL[en][20]
- Мова програмування агента GOAL[en]
- CogniTAO (Think-As-One)[21][22]
- Living Systems Process Suite[23][24]
- PROFETA[25]
- Gwendolen[26] (частина Framework мов програмування агента перевірки моделі[27][28])

### Розширення та гібридні системи
- JACK Teams[en]
- CogniTAO (Think-As-One)[21][22]
- Living Systems Process Suite[23][24]
- Brahms[29]
- JaCaMo[30]